# خرودیخرومی
خرودیخرومی (به چکی: Chrudichromy) یک منطقهٔ مسکونی در جمهوری چک است که در ناحیه بلانسکو واقع شده‌است. خرودیخرومی ۲٫۶۶ کیلومتر مربع مساحت و ۱۸۲ نفر جمعیت دارد و ۳۳۰ متر بالاتر از سطح دریا واقع شده‌است.